# Ca Don Joan (Vinebre)
Ca Don Joan és un edifici de Vinebre (Ribera d'Ebre) protegit com a bé cultural d'interès local. Ca Don Joan és situada a la plaça de la Constitució.

## Descripció
És un gran casal constituït per dos volums adossats, que al mateix temps es troben adossats a la casa dels Ossó, amb la que defineixen la plaça. El volum principal consta de planta baixa i dos pisos i té la coberta de teula àrab a dues vessants amb el carener paral·lel a la façana. El frontis es compon simètricament segons tres eixos, definits per obertures d'arc pla de pedra treballada. Al centre hi ha el portal d'arc escarser motllurat, sobre el qual hi ha finestrals amb sortida a un balcó de baranes forjades. El balcó de la cantonada es prolonga fins a un finestral de la façana lateral, amb l'angle de la barana rematat amb un gall forjat. Sobre el finestral central hi ha un escut heràldic de pedra.
El segon volum, de menor alçada a causa del desnivell del carrer, presenta la mateixa tipologia d'obertures que el volum principal, tot i que disposades de forma aleatòria. La façana de sol ixent presenta una galeria al pis superior de petits pòrtics d'arc de mig punt. A l'altra banda de la casa, orientada a ponent, hi ha finestrals d'arc escarser amb balcons forjats amb òculs superiors. Aquesta part queda tancada per un baluard formant un petit pati enmig. La mateixa façana segueix fins al carrer, on hi ha un portal d'arc de mig punt adovellat, amb una finestra d'ampit motllurat al damunt. Aquest volum queda rematat per un cimbori de planta octogonal que esdevé la fita visual de més alçada de la població, juntament amb el campanar de l'església parroquial. L'acabat exterior de l'edifici és de carreus de pedra escairats a la part inferior del frontis i arrebossat amb morter de calç a la resta, excepte les cantonades, on també hi ha carreus.
La casa té un pati senyorial, amb dues columnes i tres arcades de mig punt amb reixes de ferro forjat. Al costat de la columna de l'esquerra, que està enganxada al mur, es veu una rajola amb la inscripció: "En la inundación del Ebro de 8 de octubre de 1787 el río llegó aquí". Altres elements, com un pou d'una sola peça octogonal, un sarcòfag romà i alguns medallons amb rostres emmarcats per llorer, ens indiquen un clar estil renaixentista.

## Història
En època medieval, la plaça de la Constitució era un cementeri. La Casa Don Joan pertanyia al Comte de la Torre, de cognom Martí. Santiago Rusiñol i Prats va anar a Vinebre i va voler comprar el gall de ferro forjat pel Museu del Cau Ferrat de Sitges, però es diu que el propietari va respondre: "Lo gall no sortirà d'aquí mentre hi visqui un Martí".